# Línea 498 (Interurbanos Madrid)
La línea 498 de la red de autobuses interurbanos de Madrid une Móstoles con Arroyomolinos y Moraleja de Enmedio, ampliando en horario nocturno su recorrido hasta Fuenlabrada.

## Historia
La línea 498, en sus orígenes, se dividía en 4 sublíneas, las cuales serían:
- 498 Móstoles - P.I. Valdefuentes - Arroyomolinos - Moraleja de Enmedio - Hospital de Fuenlabrada
- 498B Móstoles - P.I. Valdefuentes - Arroyomolinos (Calle Rosalía de Castro)
- 498C Arroyomolinos - Batres (Urb. Cotorredondo)
- 498 Móstoles - Arroyomolinos - Moraleja de Enmedio - Fuenlabrada. Esta sublínea, creada en 2000, en origen se denominaba N45 hasta el año 2004, cuando se integró en esta línea.

La fusión de las líneas 498B y 498C en 2007, dieron lugar a la actual línea 499. Asimismo, en 2013 la línea 498 quedó recortada a Moraleja de Enmedio. El servicio al Hospital de Fuenlabrada quedó absorbido por la línea 496, que también sufrió un recorte, trasladando su cabecera del Centro Comercial Parquesur en Leganés al hospital anteriormente mencionado. 
También tenía expediciones directas Móstoles-Xanadú, que se separaron desde el 5 de julio de 2021, formando la línea 498A. También desde ese día se sitúa la nueva cabecera en la Avenida Abogados de Atocha, pero los servicios nocturnos mantienen la cabecera de Móstoles Central.

## Características
Esta línea une Móstoles con Arroyomolinos y Moraleja de Enmedio, ampliando en horario nocturno su recorrido hasta Fuenlabrada.
La línea mantiene los mismos horarios todo el año (exceptuando las vísperas de festivo y festivos de Navidad).
Está operada por la empresa Martín mediante la concesión administrativa VCM-404 - Madrid – Leganés – Fuenlabrada (Viajeros Comunidad de Madrid) del Consorcio Regional de Transportes de Madrid.

## Horarios
| Lunes a viernes laborables                        |                                |                                |                                |                                |                                |                                |                                |                                |                                |                                |                                |                                |                                |                                |                                |                                |                                |                                |                                |                                |                                |                                |                                |                                |                                |                                |                                |                                |                                |                                |                                |                                |                                |                                |                                |                                |                                |                                |                                |                                |                                |                                |                                |                                |                                |                                |                                |                                |                                |
| Móstoles > Moraleja de Enmedio                    | Móstoles > Moraleja de Enmedio | Móstoles > Moraleja de Enmedio | Móstoles > Moraleja de Enmedio | Móstoles > Moraleja de Enmedio | Móstoles > Moraleja de Enmedio | Móstoles > Moraleja de Enmedio | Móstoles > Moraleja de Enmedio | Móstoles > Moraleja de Enmedio | Móstoles > Moraleja de Enmedio | Móstoles > Moraleja de Enmedio | Móstoles > Moraleja de Enmedio | Móstoles > Moraleja de Enmedio | Móstoles > Moraleja de Enmedio | Móstoles > Moraleja de Enmedio | Móstoles > Moraleja de Enmedio | Móstoles > Moraleja de Enmedio | Móstoles > Moraleja de Enmedio | Móstoles > Moraleja de Enmedio | Móstoles > Moraleja de Enmedio | Móstoles > Moraleja de Enmedio | Móstoles > Moraleja de Enmedio | Móstoles > Moraleja de Enmedio | Móstoles > Moraleja de Enmedio | Móstoles > Moraleja de Enmedio | Moraleja de Enmedio > Móstoles | Moraleja de Enmedio > Móstoles | Moraleja de Enmedio > Móstoles | Moraleja de Enmedio > Móstoles | Moraleja de Enmedio > Móstoles | Moraleja de Enmedio > Móstoles | Moraleja de Enmedio > Móstoles | Moraleja de Enmedio > Móstoles | Moraleja de Enmedio > Móstoles | Moraleja de Enmedio > Móstoles | Moraleja de Enmedio > Móstoles | Moraleja de Enmedio > Móstoles | Moraleja de Enmedio > Móstoles | Moraleja de Enmedio > Móstoles | Moraleja de Enmedio > Móstoles | Moraleja de Enmedio > Móstoles | Moraleja de Enmedio > Móstoles | Moraleja de Enmedio > Móstoles | Moraleja de Enmedio > Móstoles | Moraleja de Enmedio > Móstoles | Moraleja de Enmedio > Móstoles | Moraleja de Enmedio > Móstoles | Moraleja de Enmedio > Móstoles | Moraleja de Enmedio > Móstoles | Moraleja de Enmedio > Móstoles |
| 06                                                | 07                             | 08                             | 09                             | 10                             | 11                             | 12                             | 13                             | 14                             | 15                             | 16                             | 17                             | 18                             | 19                             | 20                             | 21                             | 22                             | 23                             |                                |                                |                                |                                |                                |                                |                                | 06                             | 07                             | 08                             | 09                             | 10                             | 11                             | 12                             | 13                             | 14                             | 15                             | 16                             | 17                             | 18                             | 19                             | 20                             | 21                             | 22                             |                                |                                |                                |                                |                                |                                |                                |                                |
| 50                                                | 25                             | 00 35                          | 10 45                          | 20 55                          | 30                             | 05 40                          | 15 50                          | 40                             | 35                             | 25                             | 20                             | 10                             | 05 55                          | 50                             | 40                             | 25                             | 15                             | 00 35                          | 10 45                          | 20 55                          | 30                             | 05 40                          | 15 50                          | 25                             | 00 40                          | 10 45                          | 35                             | 30                             | 20                             | 15                             | 05                             | 20 50                          | 35                             | 25                             |                                |                                |                                |                                |                                |                                |                                |                                |                                |                                |                                |                                |                                |                                |                                |
| Sábados laborables                                |                                |                                |                                |                                |                                |                                |                                |                                |                                |                                |                                |                                |                                |                                |                                |                                |                                |                                |                                |                                |                                |                                |                                |                                |                                |                                |                                |                                |                                |                                |                                |                                |                                |                                |                                |                                |                                |                                |                                |                                |                                |                                |                                |                                |                                |                                |                                |                                |                                |
| Móstoles > Moraleja de Enmedio                    | Móstoles > Moraleja de Enmedio | Móstoles > Moraleja de Enmedio | Móstoles > Moraleja de Enmedio | Móstoles > Moraleja de Enmedio | Móstoles > Moraleja de Enmedio | Móstoles > Moraleja de Enmedio | Móstoles > Moraleja de Enmedio | Móstoles > Moraleja de Enmedio | Móstoles > Moraleja de Enmedio | Móstoles > Moraleja de Enmedio | Móstoles > Moraleja de Enmedio | Móstoles > Moraleja de Enmedio | Móstoles > Moraleja de Enmedio | Móstoles > Moraleja de Enmedio | Móstoles > Moraleja de Enmedio | Móstoles > Moraleja de Enmedio | Móstoles > Moraleja de Enmedio | Móstoles > Moraleja de Enmedio | Móstoles > Moraleja de Enmedio | Móstoles > Moraleja de Enmedio | Móstoles > Moraleja de Enmedio | Móstoles > Moraleja de Enmedio | Móstoles > Moraleja de Enmedio | Móstoles > Moraleja de Enmedio | Moraleja de Enmedio > Móstoles | Moraleja de Enmedio > Móstoles | Moraleja de Enmedio > Móstoles | Moraleja de Enmedio > Móstoles | Moraleja de Enmedio > Móstoles | Moraleja de Enmedio > Móstoles | Moraleja de Enmedio > Móstoles | Moraleja de Enmedio > Móstoles | Moraleja de Enmedio > Móstoles | Moraleja de Enmedio > Móstoles | Moraleja de Enmedio > Móstoles | Moraleja de Enmedio > Móstoles | Moraleja de Enmedio > Móstoles | Moraleja de Enmedio > Móstoles | Moraleja de Enmedio > Móstoles | Moraleja de Enmedio > Móstoles | Moraleja de Enmedio > Móstoles | Moraleja de Enmedio > Móstoles | Moraleja de Enmedio > Móstoles | Moraleja de Enmedio > Móstoles | Moraleja de Enmedio > Móstoles | Moraleja de Enmedio > Móstoles | Moraleja de Enmedio > Móstoles | Moraleja de Enmedio > Móstoles | Moraleja de Enmedio > Móstoles |
| 06                                                | 07                             | 08                             | 09                             | 10                             | 11                             | 12                             | 13                             | 14                             | 15                             | 16                             | 17                             | 18                             | 19                             | 20                             | 21                             | 22                             | 23                             |                                |                                |                                |                                |                                |                                |                                | 06                             | 07                             | 08                             | 09                             | 10                             | 11                             | 12                             | 13                             | 14                             | 15                             | 16                             | 17                             | 18                             | 19                             | 20                             | 21                             | 22                             |                                |                                |                                |                                |                                |                                |                                |                                |
| 45                                                | 30                             | 15                             | 00 45                          | 30                             | 20                             | 10                             | 00 50                          | 40                             | 30                             | 15                             | 10 45                          | 15 45                          | 15 45                          | 15                             | 00 45                          | 00                             | 10                             | 45                             | 30                             | 15                             | 00 45                          | 30                             | 20                             | 10                             | 00 50                          | 40                             | 30                             | 20                             | 00 30                          | 00 30                          | 00 30                          | 15                             | 00 20                          | 30                             |                                |                                |                                |                                |                                |                                |                                |                                |                                |                                |                                |                                |                                |                                |                                |
| Domingos y festivos                               |                                |                                |                                |                                |                                |                                |                                |                                |                                |                                |                                |                                |                                |                                |                                |                                |                                |                                |                                |                                |                                |                                |                                |                                |                                |                                |                                |                                |                                |                                |                                |                                |                                |                                |                                |                                |                                |                                |                                |                                |                                |                                |                                |                                |                                |                                |                                |                                |                                |
| Móstoles > Moraleja de Enmedio                    | Móstoles > Moraleja de Enmedio | Móstoles > Moraleja de Enmedio | Móstoles > Moraleja de Enmedio | Móstoles > Moraleja de Enmedio | Móstoles > Moraleja de Enmedio | Móstoles > Moraleja de Enmedio | Móstoles > Moraleja de Enmedio | Móstoles > Moraleja de Enmedio | Móstoles > Moraleja de Enmedio | Móstoles > Moraleja de Enmedio | Móstoles > Moraleja de Enmedio | Móstoles > Moraleja de Enmedio | Móstoles > Moraleja de Enmedio | Móstoles > Moraleja de Enmedio | Móstoles > Moraleja de Enmedio | Móstoles > Moraleja de Enmedio | Móstoles > Moraleja de Enmedio | Móstoles > Moraleja de Enmedio | Móstoles > Moraleja de Enmedio | Móstoles > Moraleja de Enmedio | Móstoles > Moraleja de Enmedio | Móstoles > Moraleja de Enmedio | Móstoles > Moraleja de Enmedio | Móstoles > Moraleja de Enmedio | Moraleja de Enmedio > Móstoles | Moraleja de Enmedio > Móstoles | Moraleja de Enmedio > Móstoles | Moraleja de Enmedio > Móstoles | Moraleja de Enmedio > Móstoles | Moraleja de Enmedio > Móstoles | Moraleja de Enmedio > Móstoles | Moraleja de Enmedio > Móstoles | Moraleja de Enmedio > Móstoles | Moraleja de Enmedio > Móstoles | Moraleja de Enmedio > Móstoles | Moraleja de Enmedio > Móstoles | Moraleja de Enmedio > Móstoles | Moraleja de Enmedio > Móstoles | Moraleja de Enmedio > Móstoles | Moraleja de Enmedio > Móstoles | Moraleja de Enmedio > Móstoles | Moraleja de Enmedio > Móstoles | Moraleja de Enmedio > Móstoles | Moraleja de Enmedio > Móstoles | Moraleja de Enmedio > Móstoles | Moraleja de Enmedio > Móstoles | Moraleja de Enmedio > Móstoles | Moraleja de Enmedio > Móstoles | Moraleja de Enmedio > Móstoles |
| 06                                                | 07                             | 08                             | 09                             | 10                             | 11                             | 12                             | 13                             | 14                             | 15                             | 16                             | 17                             | 18                             | 19                             | 20                             | 21                             | 22                             | 23                             |                                |                                |                                |                                |                                |                                |                                | 06                             | 07                             | 08                             | 09                             | 10                             | 11                             | 12                             | 13                             | 14                             | 15                             | 16                             | 17                             | 18                             | 19                             | 20                             | 21                             | 22                             |                                |                                |                                |                                |                                |                                |                                |                                |
|                                                   |                                | 15                             | 00 45                          | 30                             | 20                             | 10                             | 00 50                          | 40                             | 30                             | 15                             | 10 45                          | 15 45                          | 15 45                          | 15 45                          | 15 45                          | 30                             | 10                             |                                | 30                             | 15                             | 00 45                          | 30                             | 20                             | 10                             | 00 50                          | 40                             | 30                             | 20                             | 00 30                          | 00 30                          | 00 30                          | 00 30                          | 00 45                          | 30                             |                                |                                |                                |                                |                                |                                |                                |                                |                                |                                |                                |                                |                                |                                |                                |
| Noches de viernes, sábados y vísperas de festivos |                                |                                |                                |                                |                                |                                |                                |                                |                                |                                |                                |                                |                                |                                |                                |                                |                                |                                |                                |                                |                                |                                |                                |                                |                                |                                |                                |                                |                                |                                |                                |                                |                                |                                |                                |                                |                                |                                |                                |                                |                                |                                |                                |                                |                                |                                |                                |                                |                                |
| Móstoles > Fuenlabrada                            | Móstoles > Fuenlabrada         | Móstoles > Fuenlabrada         | Móstoles > Fuenlabrada         | Móstoles > Fuenlabrada         | Móstoles > Fuenlabrada         | Móstoles > Fuenlabrada         | Móstoles > Fuenlabrada         | Móstoles > Fuenlabrada         | Móstoles > Fuenlabrada         | Móstoles > Fuenlabrada         | Móstoles > Fuenlabrada         | Móstoles > Fuenlabrada         | Móstoles > Fuenlabrada         | Móstoles > Fuenlabrada         | Móstoles > Fuenlabrada         | Móstoles > Fuenlabrada         | Móstoles > Fuenlabrada         | Móstoles > Fuenlabrada         | Móstoles > Fuenlabrada         | Móstoles > Fuenlabrada         | Móstoles > Fuenlabrada         | Móstoles > Fuenlabrada         | Móstoles > Fuenlabrada         | Móstoles > Fuenlabrada         | Fuenlabrada > Móstoles         | Fuenlabrada > Móstoles         | Fuenlabrada > Móstoles         | Fuenlabrada > Móstoles         | Fuenlabrada > Móstoles         | Fuenlabrada > Móstoles         | Fuenlabrada > Móstoles         | Fuenlabrada > Móstoles         | Fuenlabrada > Móstoles         | Fuenlabrada > Móstoles         | Fuenlabrada > Móstoles         | Fuenlabrada > Móstoles         | Fuenlabrada > Móstoles         | Fuenlabrada > Móstoles         | Fuenlabrada > Móstoles         | Fuenlabrada > Móstoles         | Fuenlabrada > Móstoles         | Fuenlabrada > Móstoles         | Fuenlabrada > Móstoles         | Fuenlabrada > Móstoles         | Fuenlabrada > Móstoles         | Fuenlabrada > Móstoles         | Fuenlabrada > Móstoles         | Fuenlabrada > Móstoles         | Fuenlabrada > Móstoles         |
|                                                   |                                |                                |                                |                                |                                |                                |                                |                                |                                |                                |                                |                                |                                |                                |                                |                                |                                | 00                             | 01                             | 02                             | 03                             | 04                             | 05                             | 06                             |                                |                                |                                |                                |                                |                                |                                |                                |                                |                                |                                |                                |                                |                                |                                |                                |                                | 23                             | 00                             | 01                             | 02                             | 03                             | 04                             | 05                             | 06                             |
| 00                                                | 10                             | 20                             | 30                             | 45                             |                                | 00                             |                                | 00                             | 10                             | 20                             | 30                             | 45                             |                                | 00                             |                                |                                |                                |                                |                                |                                |                                |                                |                                |                                |                                |                                |                                |                                |                                |                                |                                |                                |                                |                                |                                |                                |                                |                                |                                |                                |                                |                                |                                |                                |                                |                                |                                |                                |                                |

## Recorrido y paradas

### 498
Es la línea que comunica Moraleja de Enmedio con la Estación de Móstoles mediante las carreteras M-413 y la variante antigua de la N-V.

### 498 (Nocturna)

#### Sentido Fuenlabrada
| Código | Parada                                     | Común con   | Conexiones con Metro y Cercanías  | Municipio           | Zona |
| ------ | ------------------------------------------ | ----------- | --------------------------------- | ------------------- | ---- |
| 19274  | Av. Portugal - Est. Móstoles Central       |             | Móstoles Central / Móstoles       | Móstoles            |      |
| 08622  | Av. Portugal - Parque Finca Liana          | N505        |                                   | Móstoles            |      |
| 16540  | Av. Portugal - Benito Pérez Galdós         | N505        |                                   | Móstoles            |      |
| 08988  | Av. Portugal - Av. Dos de Mayo             | N505        |                                   | Móstoles            |      |
| 08976  | Av. Portugal - Concesionario               | N505        |                                   | Móstoles            |      |
| 15325  | C.C. Madrid Xanadú - Cines                 |             |                                   | Arroyomolinos       |      |
| 19293  | Av. Unión Europea - Santander              | N808        |                                   | Arroyomolinos       |      |
| 16219  | Av. Unión Europea - Ribadeo                | N808        |                                   | Arroyomolinos       |      |
| 16217  | Av. Unión Europea - Noruega                | N808        |                                   | Arroyomolinos       |      |
| 17540  | Av. Unión Europea - Línea de la Concepción | N808        |                                   | Arroyomolinos       |      |
| 16215  | Av. Unión Europea - Torrevieja             | N808        |                                   | Arroyomolinos       |      |
| 17546  | Av. Unión Europea - Bélgica                | N808        |                                   | Arroyomolinos       |      |
| 11250  | Ctra. Fuenlabrada - Serranillos            | N808        |                                   | Arroyomolinos       |      |
| 17229  | Ctra. Fuenlabrada - Urb. El Castillo       | N808        |                                   | Arroyomolinos       |      |
| 10505  | Ctra. Fuenlabrada - Urb. La Rinconada      | N808        |                                   | Arroyomolinos       |      |
| 10507  | Ctra. M413 - Granja Bovina                 | N808        |                                   | Moraleja de Enmedio |      |
| 10509  | Ctra. M413 - Cerámica                      | N808        |                                   | Moraleja de Enmedio |      |
| 10512  | Ctra. M413 - Parque Primero de Mayo        | N808        |                                   | Moraleja de Enmedio |      |
| 10519  | Cº La Dehesa - Complejo Deportivo          |             |                                   | Moraleja de Enmedio |      |
| 08170  | Ctra. Las Colinas - Urb. Las Colinas       |             |                                   | Moraleja de Enmedio |      |
| 10886  | Cº La Dehesa - Complejo Deportivo          |             |                                   | Moraleja de Enmedio |      |
| 09041  | Av. Arroyomolinos - San Isidoro Labrador   |             |                                   | Moraleja de Enmedio |      |
| 09320  | Av. Fuenlabrada - Humanes                  |             |                                   | Moraleja de Enmedio |      |
| 09318  | Caléndula - Urb. Los Salmueros             |             |                                   | Moraleja de Enmedio |      |
| 12050  | Av. Fuenlabrada - Urb. Los Olivos          |             |                                   | Moraleja de Enmedio |      |
| 08167  | Av. Fuenlabrada - Pol. Ind. San Millán     |             |                                   | Moraleja de Enmedio |      |
| 08165  | Av. Industria - Pol. Ind. El Lomo          |             |                                   | Humanes de Madrid   |      |
| 08163  | Av. Industria - Pol. Ind. Calahorros       |             |                                   | Humanes de Madrid   |      |
| 08161  | Av. Industria - Pol. Ind. Agustín Alonso   |             |                                   | Humanes de Madrid   |      |
| 08159  | Av. Industria - Pol. Ind. Martín y Vicioso |             |                                   | Humanes de Madrid   |      |
| 08157  | Av. Industria - Pol. Ind. La Solanilla     |             |                                   | Humanes de Madrid   |      |
| 08155  | Av. Industria - Islas Cíes                 |             |                                   | Humanes de Madrid   |      |
| 07733  | Portugal - Urb. Sombras Blancas            |             |                                   | Fuenlabrada         |      |
| 10517  | Turquía - Portugal                         |             |                                   | Fuenlabrada         |      |
| 10516  | Turquía - Mónaco                           |             |                                   | Fuenlabrada         |      |
| 10514  | Teide - Pol. Ind. La Estación              | N804        |                                   | Fuenlabrada         |      |
| 07739  | Luis Sauquillo - El Arroyo                 | N807        |                                   | Fuenlabrada         |      |
| 07748  | Luis Sauquillo - Escorial                  | N804 N807   |                                   | Fuenlabrada         |      |
| 07781  | Luis Sauquillo - Tesillo                   | 5 N804 N807 | Fuenlabrada Central / Fuenlabrada | Fuenlabrada         |      |
| 07771  | Leganés - Los Ángeles                      | 5 N804 N807 |                                   | Fuenlabrada         |      |
| 07771  | Leganés - Los Ángeles                      | 5 N804 N807 |                                   | Fuenlabrada         |      |
| 07764  | Leganés - Cuzco                            | 5 N804 N807 |                                   | Fuenlabrada         |      |
| 07755  | Leganés - Centro de Salud Mental           | N804 N807   |                                   | Fuenlabrada         |      |

#### Sentido Móstoles
| Código | Parada                                      | Común con        | Conexiones con Metro y Cercanías  | Municipio           | Zona |
| ------ | ------------------------------------------- | ---------------- | --------------------------------- | ------------------- | ---- |
| 07754  | Leganés - Centro de Salud Mental            | N804 N807        |                                   | Fuenlabrada         |      |
| 07763  | Leganés - Murcia                            | 5 N804 N807      |                                   | Fuenlabrada         |      |
| 07772  | Leganés - Los Ángeles                       | 5 N804 N807      |                                   | Fuenlabrada         |      |
| 07751  | Leganés - Humilladero                       | 5 N803 N804 N807 |                                   | Fuenlabrada         |      |
| 07751  | Luis Sauquillo - Grecia                     | N804 N807        | Fuenlabrada Central / Fuenlabrada | Fuenlabrada         |      |
| 07740  | Luis Sauquillo - El Arroyo                  | N807             |                                   | Fuenlabrada         |      |
| 10513  | Teide - Pol. Ind. La Estación               | N804             |                                   | Fuenlabrada         |      |
| 10515  | Turquía - Av. de las Naciones               |                  |                                   | Fuenlabrada         |      |
| 10521  | Turquía - Chipre                            |                  |                                   | Fuenlabrada         |      |
| 10518  | Portugal - Urb. Sombras Blancas             |                  |                                   | Fuenlabrada         |      |
| 08154  | Av. Industria - Albacete                    |                  |                                   | Humanes de Madrid   |      |
| 08156  | Av. Industria - Pol. Ind. San Miguel        |                  |                                   | Humanes de Madrid   |      |
| 08158  | Av. Industria - Pol. Ind. Candelas          |                  |                                   | Humanes de Madrid   |      |
| 08160  | Av. Industria - Pol. Ind. Agustín Alonso    |                  |                                   | Humanes de Madrid   |      |
| 08162  | Petunia - Pol. Ind. Calahorros              |                  |                                   | Humanes de Madrid   |      |
| 08164  | Av. Industria - Pol. Ind. Nuevos Calahorros |                  |                                   | Humanes de Madrid   |      |
| 08166  | Av. Fuenlabrada - Pol. Ind. San Millán      |                  |                                   | Moraleja de Enmedio |      |
| 12055  | Av. Fuenlabrada - Urb. Las Villas           |                  |                                   | Moraleja de Enmedio |      |
| 09317  | Av. Fuenlabrada - Urb. Los Salmueros        |                  |                                   | Moraleja de Enmedio |      |
| 09319  | Av. Fuenlabrada - Humanes                   |                  |                                   | Moraleja de Enmedio |      |
| 08168  | Pza. de la Constitución - Av. Fuenlabrada   |                  |                                   | Moraleja de Enmedio |      |
| 10520  | Av. Arroyomolinos - El Carril               |                  |                                   | Moraleja de Enmedio |      |
| 10519  | Cº La Dehesa - Complejo Deportivo           |                  |                                   | Moraleja de Enmedio |      |
| 08170  | Ctra. Las Colinas - Urb. Las Colinas        |                  |                                   | Moraleja de Enmedio |      |
| 10886  | Cº La Dehesa - Complejo Deportivo           |                  |                                   | Moraleja de Enmedio |      |
| 08169  | Ctra. M413 - Parque Primero de Mayo         | N808             |                                   | Moraleja de Enmedio |      |
| 10510  | Ctra. M413 - Cerámica                       | N808             |                                   | Moraleja de Enmedio |      |
| 10508  | Ctra. M413 - Finca Los Coroneles            | N808             |                                   | Moraleja de Enmedio |      |
| 10506  | Ctra. M413 - Granja Bovina                  | N808             |                                   | Moraleja de Enmedio |      |
| 10504  | Ctra. Fuenlabrada - Urb. La Rinconada       | N808             |                                   | Arroyomolinos       |      |
| 08171  | Ctra. Fuenlabrada - Serranillos             | N808             |                                   | Arroyomolinos       |      |
| 17545  | Av. Unión Europea - Río Tajo                | N808             |                                   | Arroyomolinos       |      |
| 16214  | Av. Unión Europea - Torrevieja              | N808             |                                   | Arroyomolinos       |      |
| 17539  | Av. Unión Europea - Línea de la Concepción  | N808             |                                   | Arroyomolinos       |      |
| 16216  | Av. Unión Europea - El Ferrol               | N808             |                                   | Arroyomolinos       |      |
| 16218  | Av. Unión Europea - Avilés                  | N808             |                                   | Arroyomolinos       |      |
| 19294  | Av. Unión Europea - Santander               | N808             |                                   | Arroyomolinos       |      |
| 15325  | C.C. Madrid Xanadú - Cines                  |                  |                                   | Arroyomolinos       |      |
| 08977  | Av. Portugal - Concesionario                | N505             |                                   | Móstoles            |      |
| 18532  | Av. Portugal - Rio Duero                    | N501 N505        |                                   | Móstoles            |      |
| 16539  | Av. Portugal - Orense                       | N505             |                                   | Móstoles            |      |
| 08606  | Av. Portugal - Juan de Ocaña                | N501 N505        |                                   | Móstoles            |      |
| 19275  | Av. Portugal - Est. Móstoles Central        | N501 N505        | Móstoles Central / Móstoles       | Móstoles            |      |